# Governo provvisorio dell'Iran
Il Governo provvisorio dell'Iran, chiamato anche Governo ad interim dell'Iran, fu il governo stabilito nel periodo di transizione tra la fine della Dinastia Pahlavi (11 febbraio 1979) e la proclamazione della Repubblica Islamica dell'Iran (1 aprile 1979).
Il governo fu presieduto da Mehdi Bazargan, nominato primo ministro da Khomeini il 4 febbraio 1979. Il 24 ottobre 1979 venne approvata la Costituzione dell'Iran in seguito al Referendum sulla Repubblica Islamica iraniana del 1979. Il governo si dimise il 6 novembre 1979 in seguito alla crisi degli ostaggi, venendo sostituito dal Consiglio della Rivoluzione islamica, che avrebbe retto il Paese sino alla formazione della prima Assemblea consultiva islamica, il 12 agosto 1980.